# Coca-Cola Orange
Coca-Cola Orange е газирана безалкохолна напитка, разновидност на Кока-Кола, с вкус на портокал.
Продажбите на Coca-Cola Orange започват през юни 2007 година, като е произвеждана само за Великобритания и Гибралтар, наследявайки успешната Coca-Cola with Lime, която за пръв път се предлага през 2006 година.